# Miriam Altman
Miriam Altman là một nhà kinh tế học, nhà kinh doanh, nhà hoạt động xã hội và chiến lược gia người Nam Phi

## Giáo dục
Altman học kinh tế tại Đại học McGill, nơi bà có bằng Cử nhân vào năm 1984. Sau đó, bà có một bằng M.Phil kinh tế học của Đại học Cambridge, và bằng tiến sĩ kinh tế học từ Đại học Manchester tương ứng vào năm 1989 và 1996.

## Sự nghiệp
Altman từng là Giám đốc điều hành tại Hội đồng nghiên cứu khoa học con người, nơi bà làm việc trong dự án "Employment Scenarios"  -  bao gồm dự án lớn - từ năm 2002 đến 2012. Mục đích của dự án là sử dụng kiến thức từ các bên liên quan
- chính phủ, khu vực tư nhân, lao động và giới học thuật
- để tìm ra giải pháp khả thi giảm tỷ lệ thất nghiệp cao ở Nam Phi.
Bà là Trưởng phòng Chiến lược và Quy hoạch tại Telkom từ tháng 6 năm 2013 đến tháng 4 năm 2016.
Bà hiện đang làm việc bán thời gian với tư cách Ủy viên Ủy ban Kế hoạch Quốc gia tại Văn phòng Tổng thống  - nhiệm vụ hướng dẫn lập kế hoạch dài hạn cho Nam Phi - từ năm 2010. Bà được bổ nhiệm lại nhiệm kỳ thứ hai vào tháng 9 năm 2015 
Ngoài các vai trò nói trên, bà cũng là giáo sư thỉnh giảng tại Đại học Thanh Hoa,
và một thành viên không thường trú tại Trung tâm các thị trường mới nổi tại Trường Kinh doanh Quốc tế Châu Âu Trung Quốc
(CEIBS) ở Thượng Hải.
.
Tiến sĩ Altman là một nhà nghiên cứu có điểm số cao về các ấn phẩm học thuật và các bài báo chính sách được công bố.

## Ấn phẩm chọn
300 ấn phẩm được đăng trên trang web của Miriam Altman tại www.miriamaltman.com

### Bài báo tạp chí
- Miriam Altman (1996). "Labour Regulation and Enterprise Strategies in the South African Clothing Industry". Regional Studies. tr. 387–399. doi:10.1080/00343409612331349728.{{Chú thích web}}:  Quản lý CS1: postscript (liên kết)
- Miriam Altman; Zitha Mokomane; Gemma Wright (2014). "Social security for young people amidst high poverty and unemployment: Some policy options for South Africa". Development Southern Africa. tr. 347–362. doi:10.1080/0376835X.2013.873346.{{Chú thích web}}:  Quản lý CS1: postscript (liên kết)